# The Challenge: Invasión de los Campeones
The Challenge: Invasión de los Campeones (promovido y titulado originalmente como The Challenge: Invasión) es la vigésima novena temporada del reality de competencia de MTV, The Challenge. El nuevo formato individual se filmó en Krabi, Thailand durante octubre y noviembre de 2016, y presenta a exparticipantes de The Real World, Road Rules, The Challenge, y Are You the One? compitiendo por un premio monetario.
La temporada se estrenó el 7 de febrero de 2017, y concluyó con un especial de reunión en mayo de ese mismo año.

## Elenco
Presentador: T. J. Lavin, BMX rider
| Participantes masculinos                      | Programa Original                | Resultado      |
| --------------------------------------------- | -------------------------------- | -------------- |
| Chris "CT" Tamburello(A)                      | The Real World: Paris            | Ganador        |
| Nelson Thomas                                 | Are You the One? 3               | Segundo pueso  |
| Cory Wharton                                  | Real World: Ex-Plosion           | Tercer puesto  |
| Darrell Taylor(B)(C)(D)(E)                    | Road Rules: Campus Crawl         | Episodio 12/13 |
| Shane Landrum                                 | Road Rules: Campus Crawl         | Episodio11/12  |
| Hunter Barfield                               | Are You the One? 3               | Episodio 11    |
| Johnny "Bananas" Devenanzio(F)(G)(H)(I)(J)(K) | The Real World: Key West         | Episodio 9/10  |
| Dario Medrano                                 | Are You the One? 2               | Episodio 8     |
| Zach Nichols(L)                               | The Real World: San Diego (2011) | Episodio 7     |
| Tony Raines                                   | Real World: Skeletons            | Episodio 6     |
| Anthony Bartolotte                            | Are You the One? 2               | Episodio 4     |
| Theo King-Bradley                             | Real World Seattle: Bad Blood    | Episodio 3     |
| Bruno Bettencourt                             | Real World: Skeletons            | Episodio 2     |

| Participantes femeninos | Programa Original                 | Resultado      |
| ----------------------- | --------------------------------- | -------------- |
| Ashley Mitchell         | Real World: Ex-Plosion            | Ganadora       |
| Camila Nakagawa(I)      | Vacaciones de Primavera Challenge | Segundo puesto |
| Nicole Zanatta          | Real World: Skeletons             | Tercer puesto  |
| Laurel Stucky(J)        | The Challenge: Carne Fresca II    | Episodio 12    |
| Amanda Garcia           | Are You the One? 3                | Episodio 11    |
| Jenna Compono           | Real World: Ex-Plosion            | Episodio 11    |
| Cara Maria Sorbello(M)  | The Challenge: Carne Fresca II    | Episodio 9/10  |
| Sylvia Elsrode          | Real World: Skeletons             | Episodio 8     |
| Ashley Kelsey(L)        | The Real World: San Diego (2011)  | Episodio 7     |
| Kailah Casillas         | Real World: Go Big or Go Home     | Episodio 6     |
| LaToya Jackson          | The Real World: St. Thomas        | Episodio 4     |
| Anika Rashaun           | Real World Seattle: Bad Blood     | Episodio 3     |
| Marie Roda              | The Real World: St. Thomas        | Episodio 2     |

Campeón de:
| (A) Rivales II. (B) El Guantelete. (C) El Infierno. (D) El Infierno II. (E) Carne Fresca. | (F) La Isla. (G) Las Ruinas. (H) Rivales. (I) Batalla de los Exes. (J) Agentes Libres. | (K) Rivales III. (L) Batalla de las Temporadas. (M) Batalla de las Líneas de Sangre. |

## Formato
El juego comenzó con 18 perdedores (jugadores que aún no han ganado un desafío) que fueron arrojados de un bote a una playa, donde vivían en "El Refugio". Compiten individualmente en desafíos, seguidos de una ronda de eliminación. Los ganadores masculinos y femeninos del desafío estarían a salvo de la eliminación y ganarían su boleto para "El Oasis", la casa de la temporada. Los finalistas del último lugar de cada género fueron eliminados automáticamente para el primer desafío. .
En el segundo desafío, los ganadores del desafío elegirán a un jugador del género opuesto para participar en la eliminación. El resto del elenco votó quién se opone a ellos para el primer y segundo desafío. Los hombres votaron por las mujeres, y viceversa.
En el tercer desafío, y la última oportunidad de ganar un boleto para el Oasis, los ganadores estarán a salvo de la eliminación, y los dos jugadores restantes de cada género competirán automáticamente entre sí. En la eliminación, cada género competirá. Los ganadores de la ronda de eliminación volverían al juego y ganarían un boleto para el Oasis. Los perdedores de la ronda eliminatoria se van a casa. Los jugadores no podían entrar al Oasis hasta que se hubieran ganado todos los boletos. Los jugadores que obtuvieron su boleto para el Oasis estarán exentos de eliminación y no competirán en desafíos hasta que los Campeones entren al juego.
En el Episodio 5, ocho de los campeones más duros (cuatro hombres, cuatro mujeres) ingresarán al juego, que se convertirá en una competencia de equipo: Perdedores vs. Campeones. Cada desafío se designará como una eliminación de Perdedores o Campeones conocida como "La Fortaleza". El equipo ganador ganará dinero en la cuenta bancaria de su equipo según el desafío. Los mejores hombres y mujeres del equipo designado para el desafío elegirán un jugador de cada género para la eliminación. El resto del elenco votará a los jugadores que irán en contra de los jugadores nominados en la eliminación. Los ganadores regresan al juego y los perdedores son eliminados.

## Desafíos

### Desafíos diarios
- Mas abajo: Los jugadores comienzan agarrando un cubo y llenándolo con barro. Tendrán que usar el lodo para tratar de atravesar una pared enorme que está hecha de postes de bambú. Después de que cruzan la primera pared, van a una segunda pared y cavan debajo de la pared. Después de meterse debajo de la segunda pared, van a un ídolo atado e intentan sacar el ídolo de un complicado laberinto de cuerdas.[3]
  - Ganadores: Dario & Nicole
- Cascara sorprendida : Los jugadores se agrupan en equipos masculinos y femeninos. Cada equipo debe remar un bote inestable a cuatro puntos de control. En cada punto de control, recuperan una bolsa de cocos. Una vez que se recogen todas las bolsas, regresan a la línea de partida donde tiran los cocos en una canasta. La canasta está conectada a un poste con un peso detrás. Cuantos más cocos disparen a la canasta, mayor será el peso. El primer equipo en levantar el peso gana.[5]
  - Ganadores: Hunter & Carolina A .
- Enjaulados y confundidos : Los jugadores quedan atrapados dentro de una jaula que cuelga de una cuerda. Tiran de una cuerda que los hará girar hacia el suelo. Cada jugador debe rodar hasta la línea de meta mientras todavía está dentro de su jaula. Cuando alcanzan la línea de meta, tiran de una cuerda hacia ellos que está a un coco, con una llave atada. Usan la llave para desbloquear la jaula y salir. El jugador que sale de la jaula primero gana. Los dos jugadores restantes son nominados automáticamente para su eliminación.[6]
  - Ganadores: Shane & Amanda
- Knockear: Una pelota se catapulta hacia los equipos. Cada equipo lucha para llevar el balón a su objetivo respectivo. El juego se juega en dos series separadas, una para cada género. El equipo que anota tres puntos, que se puede anotar en ambas eliminatorias, gana.[8]
  - Ganadores Individuales: Ashley M. & Dario
  - Equipo ganador: Perdedores
- Rodar con los golpes: Jugado en parejas de hombres / mujeres, y dos parejas a la vez, cada pareja pasa tres minutos en una rueda giratoria hecha de cuatro vigas que está suspendida sobre el agua. Cada concursante debe saltar de viga a viga tantas veces como sea posible sin caer al agua. Un par acumula un punto por cada rotación, y el equipo que acumula más puntos gana.[9]
  - Ganadores Individuales: Bananas & Laurel
  - Equipo Ganador: Campeones
- Curry Up: Los concursantes de cada equipo deben resolver un rompecabezas, consumiendo un tazón de sopa de curry en dos estaciones diferentes mientras corren tres millas hacia su estación designada de rompecabezas. Los cuencos de curry en las primeras estaciones son picantes, y son más picantes en la segunda estación. Debajo de los tazones hay manteles individuales que representan piezas de rompecabezas que cada equipo puede dejar en su estación de rompecabezas designada. plato de sopa debe estar vacío antes de que un equipo pueda tomar su lugar y correr a su estación de rompecabezas. El primer equipo en completar su rompecabezas gana.[7]
  - Ganadores individuales: Hunter & Nicole
  - Equipo ganador: Campeones
- Caer: Una gran plataforma resbaladiza está suspendida sobre el agua. Jugado en series masculinas/femeninas separadas, cada participante intenta agarrar una de las dos cuerdas y aguantar el mayor tiempo posible. Cuando la plataforma gira como un balancín, los jugadores terminan deslizándose y golpeando a otros jugadores en el agua, lo que dificulta colgarse de las cuerdas. Cuando un jugador cae al agua, se detiene su tiempo y gana el equipo con el mayor tiempo acumulado colgado de las cuerdas.[10]
  - Ganadores individuales: CT & Camila
  - Equipo ganador: Perdedores
- Cruzado: Jugado en parejas de hombres / mujeres, cada jugador debe atravesar una serie de tubos inflables que están unidos a una lancha motora en movimiento. Un jugador comienza en un tubo, mientras que su compañero comienza en el extremo opuesto. Se encuentran en el medio, y una vez que cada jugador ha alcanzado el lado opuesto, tienen que empujarse hacia el bote y recuperar una bandera dentro de un límite de tiempo de tres minutos. El tiempo de un par se detiene una vez que cada jugador ha agarrado sus banderas. El equipo que recupere su bandera en el tiempo promedio más rápido gana.[11]
  - Equipo ganador: Perdedores
- X-Eso: En el primer juego de Baño de sangre de los Perdedores, los jugadores se enganchan a una estructura "X". Agarrarán las piezas del rompecabezas de su color y las arrojarán a su mesa. Cada pieza corresponde a un número representado por un símbolo. Una vez que recuperan todas sus bolsas, deben desengancharse y resolver un antiguo rompecabezas. Cada columna y fila debe tener las piezas del rompecabezas hasta 21. Las piezas del mismo símbolo no se pueden usar dos veces en una fila o columna. Los últimos hombres y mujeres en completar esta tarea son eliminados.[12]
  - Eliminados: Hunter & Jenna
- Derrumbado: Los jugadores navegan a través de una serie de jaulas atravesando puertas pequeñas. Sin embargo, cada jaula tiene un obstáculo que el equipo debe superar para llegar a la puerta correcta. Si un equipo elige la puerta incorrecta, vuelve a la jaula anterior. El equipo que atraviese todas las jaulas gana.[13]
  - Equipo ganador: Perdedores

### Juegos de eliminación
- En las trincheras: Similar al "Pase de pasillo" de Batalla de los Exes, los jugadores comienzan en el extremo opuesto de la trinchera, tienen que transferir diez sacos de arena de un lado al otro.[4]
  - Jugado por: Kailah vs. Marie & Tony vs. Bruno
- ¿Quién tiene bolas?: Los jugadores saltan de una plataforma mientras se aferran a un total de cinco bolas. El jugador que se aferra a la mayor cantidad de bolas gana. Si ambos oponentes se aferran a la cantidad de bolas sama, el ganador está determinado por el tiempo que les llevó saltar.[5]
  - Jugado por: Jenna vs. Anika & Cory vs. Theo
- Subida tailandesa: Los jugadores corren hasta la cima del Templo de la Cueva del Tigre y recuperan una bolsa de arroz con una campana. Una vez que obtienen la bolsa, corren hacia abajo y cuelgan la campana. El jugador que haga esta tarea gana más rápido.[6]
  - Jugado por: Sylvia vs. LaToya & Nelson vs. Anthony
- Tuk Tuk Bang Bang: Los jugadores se paran en la parte trasera de un "tuk tuk" y tienen que empujar su tuk tuk más y más hasta que lleguen al final del camino, derribando la pared al final. El primer jugador en hacerlo gana.[14]
  - Jugado por: Sylvia vs. Kailah & Shane vs. Tony
- Lucha de poste: Similar al "Lucha de poste" original de El Duelo, los jugadores se colocan en el centro de un círculo y colocan ambas manos en un poste de madera. El primer concursante que lucha con el poste de las manos del oponente dos veces, gana.[9]
  - Jugado por: Cara Maria vs. Ashley K. & Darrell vs. Zach
- Timbre de campana: Los jugadores tienen que romper los ídolos tailandeses con una cuerda conectada a una campana suspendida a 15 pies sobre ellos. A medida que los ídolos se rompen, liberan polvo, lo que hace que sea más difícil de ver para los jugadores. El primer jugador en aplastar a los 16 ídolos gana.[7]
  - Jugado por: Nelson vs. Dario & Jenna vs. Sylvia
- Bolas dentro: Original de El Infierno II , Vacaciones de Primavera Challenge y Agentes Libres, cada jugador tiene cinco oportunidades para obtener la mayor cantidad de bolas dentro de un barril, ubicado en el centro de un círculo grande. Si un jugador es noqueado o sale del ring, o si la bola es eliminada del ring, su bola se considera "muerta". Los jugadores alternan entre ataque y defensa en cada ronda. El jugador que llega a tres puntos gana, y cada bola vale un punto.[10]
  - Jugado por: Darrell vs. Bananas & Laurel vs. Cara Maria
- De adentro hacia afuera: en la primera ronda entre los tres jugadores iniciales, los jugadores están sujetos a una cuerda atada a la espalda a un anillo en un juego similar a "Tira-y-afloja reverso" y "Looper" de El Guantelete 2 y Agentes Libres, respectivamente. El primer jugador que toque el timbre gana esa ronda, mientras que los dos jugadores perdedores restantes se enfrentan en la ronda final. En la ronda final, los jugadores perdedores están empatados, uno frente al otro esta vez, gana el jugador para sacar ambos pies del ring en dos rondas.[12]
  - Jugado por: Ashley M. vs. Nicole vs. Amanda & Cory vs. Nelson vs. Shane
- Nudo tan rápido: similar al "Nudo tan rápido" original de Batalla de las Temporadas (2012) y "Se necesitan dos para enredar" en Batalla de los Exes II, los jugadores tienen 20 minutos para crear tantos nudos usando 200 pies de cuerda dentro una estructura en forma de cúpula. Después de esos 20 minutos, los jugadores deben desatar los nudos de sus oponentes. El jugador que desata los nudos de los jugadores oponentes primero gana la eliminación.[13][15]
  - Jugado por: Camila vs. Laurel & CT vs. Darrell

### Desafío final
Para el desafío final, ambos equipos se desmantelan y los jugadores compiten como individuos. Los jugadores se emparejan con cada uno de los competidores del género opuesto durante las diferentes etapas de la final y su ubicación final está determinada por su tiempo final total. Además de su parte de lo que está en la cuenta bancaria de su equipo, los jugadores del primer lugar reciben $ 100,000 cada uno, el segundo recibe $ 15,000 cada uno y el tercero recibe $ 5,000 cada uno. Los jugadores deben permanecer en El Refugio durante el desafío final.
- Etapa 1: Las parejas deben nadar de una barcaza de arena a una isla y resolver un rompecabezas triangular para recuperar una llave. Luego deben usar una tabla de remo para nadar de regreso a la barcaza para desbloquear otro rompecabezas. Una vez que se haya resuelto el rompecabezas de la barcaza, se detendrán los tiempos de la pareja.
- Destructor de tiempo # 1: Los pares intentarán extraer la mayor cantidad de agua posible de una pila de cocos y depositarla en el contenedor de su equipo. La pareja con la mayor cantidad de agua extraída de sus cocos después de una hora tiene el poder de asignar una penalización de tiempo de cinco minutos a otros dos jugadores.
- Etapa 2: Los jugadores se dividen en nuevas parejas y corren más de una milla hacia la jungla para completar una serie de puntos de control. Una vez que terminan, los jugadores vuelven a correr para detener sus tiempos. Las tareas incluyen resolver un rompecabezas, comer platos repugnantes y caminar a lo largo de una cuerda.
- Destructor de tiempo # 2: Los pares deben encajar cuentas de oración tailandesas en un carrete de alambre durante un período de tiempo no revelado. Cualquiera que sea el par que tenga el mechón más largo en el momento en que TJ Lavin regrese puede agregar una penalización de cinco minutos a otros dos jugadores.
- Etapa 3: los jugadores se dividen en nuevas parejas y siguen una serie de puntos de control que conducen a un paseo en kayak de 16 kilómetros. Una vez que una pareja ha remado su kayak a la barcaza, se detiene su tiempo.
- Etapa 4: los jugadores compiten individualmente y se aferran a una barra suspendida de una lancha rápida hasta que alcanzan una boya. Al llegar a la boya, los jugadores deben nadar tan rápido como puedan hasta la línea de meta donde se detienen sus tiempos individuales. Los jugadores que se caen de la barra antes de llegar a la boya deben nadar la distancia restante. En la orilla, TJ anuncia los resultados finales.
- Los Ganadores de The Challenge: Invasión de los Campeones: CT y  Carolina 
  - Segundo lugar: Nelson y Camila
  - Tercer lugar: Cory y Nicole

## Resumen del Juego
| 1/2      | Más abajo                |                          | Nicole    |                      | Marie                                |                                      | Kailah                               | En las trincheras                    |                                      | Kailah                               |                                      | Marie                                |                                      |                                      |                                      |
| 1/2      | Más abajo                |                          | Dario     |                      | Bruno                                |                                      | Tony                                 | En las trincheras                    |                                      | Tony                                 |                                      | Bruno                                |                                      |                                      |                                      |
| #        | Desafío                  | Ganadores                | Ganadores | Elección del ganador | Elección del ganador                 | Votado                               | Votado                               | Juego de eliminación                 | Ganador                              | Ganador                              | Perdedor                             | Perdedor                             |                                      |                                      |                                      |
| 3        | Cáscara sorprendida      |                          | Hunter    |                      | Theo                                 |                                      | Cory                                 | ¿Quién tiene bolas?                  |                                      | Cory                                 |                                      | Theo                                 |                                      |                                      |                                      |
| 3        | Cáscara sorprendida      |                          | Ashley M. |                      | Jenna                                |                                      | Anika                                | ¿Quién tiene bolas?                  |                                      | Jenna                                |                                      | Anika                                |                                      |                                      |                                      |
| #        | Desafío                  | Ganadores                | Ganadores | Último Lugar         | Último Lugar                         | Último Lugar                         | Último Lugar                         | Juego de eliminación                 | Winner                               | Winner                               | Perdedor                             | Perdedor                             |                                      |                                      |                                      |
| 4        | Enjaulados y confundidos |                          | Amanda    |                      | LaToya                               |                                      | Sylvia                               | Subida tailandesa                    |                                      | Sylvia                               |                                      | LaToya                               |                                      |                                      |                                      |
| 4        | Enjaulados y confundidos |                          | Shane     |                      | Anthony                              |                                      | Nelson                               | Subida tailandesa                    |                                      | Nelson                               |                                      | Anthony                              |                                      |                                      |                                      |
| #        | Desafío                  | Equipo de la Fortaleza   | Ganadores | Ganadores            | Elección del jugador                 | Elección del jugador                 | Votado                               | Votado                               | Juego de la Fortaleza                | Ganador                              | Ganador                              | Perdedor                             | Perdedor                             |                                      |                                      |
| 5/6      | Knockear                 | Perdedores               |           | Perdedores           |                                      | Sylvia                               |                                      | Kailah                               | Tuk Tuk Bang Bang                    |                                      | Sylvia                               |                                      | Kailah                               |                                      |                                      |
| 5/6      | Knockear                 | Perdedores               |           | Perdedores           | Tony                                 |                                      | Shane                                |                                      | Tuk Tuk Bang Bang                    | Shane                                |                                      | Tony                                 |                                      |                                      |                                      |
| 7        | Rodar con los golpes     | Campeones                |           | Campeones            |                                      | Cara Maria                           |                                      | Ashley K.                            | Lucha de poste                       |                                      | Cara Maria                           |                                      | Ashley K.                            |                                      |                                      |
| 7        | Rodar con los golpes     | Campeones                |           | Campeones            | Zach                                 |                                      | Darrell                              |                                      | Lucha de poste                       | Darrell                              |                                      | Zach                                 |                                      |                                      |                                      |
| 8        | Curry Up                 | Perdedores               |           | Campeones            |                                      | Nelson                               |                                      | Dario                                | Timbre de campana                    |                                      | Nelson                               |                                      | Dario                                |                                      |                                      |
| 8        | Curry Up                 | Perdedores               |           | Campeones            | Jenna                                |                                      | Sylvia                               |                                      | Timbre de campana                    | Jenna                                |                                      | Sylvia                               |                                      |                                      |                                      |
| 9/10     | Caer                     | Campeones                |           | Perdedores           |                                      | Bananas vs. Darrell                  | Bananas vs. Darrell                  | Bananas vs. Darrell                  | Bolas dentro                         |                                      | Darrell                              |                                      | Bananas                              |                                      |                                      |
| 9/10     | Caer                     | Campeones                |           | Perdedores           | Cara Maria vs. Laurel                | Cara Maria vs. Laurel                | Cara Maria vs. Laurel                |                                      | Bolas dentro                         | Laurel                               |                                      | Cara Maria                           |                                      |                                      |                                      |
| 10       | Cruzado                  | N/A                      |           | Perdedores           | N/A                                  | N/A                                  | N/A                                  | N/A                                  | N/A                                  | N/A                                  | N/A                                  | N/A                                  | N/A                                  |                                      |                                      |
| #        | Desafío                  | Equipo de baño de sangre | Ganadores | Ganadores            | Participantes de la Fortaleza        | Participantes de la Fortaleza        | Participantes de la Fortaleza        | Participantes de la Fortaleza        | Juego de la Fortaleza                | Ganador                              | Ganador                              | Perdedor                             | Perdedor                             |                                      |                                      |
| 11/12    | X-Eso                    | Perdedores               | N/A       | N/A                  | N/A                                  | N/A                                  | N/A                                  | N/A                                  | N/A                                  | N/A                                  | N/A                                  |                                      | Hunter                               |                                      |                                      |
| 11/12    | X-Eso                    | Perdedores               | N/A       | N/A                  | N/A                                  | N/A                                  | N/A                                  | N/A                                  | N/A                                  | N/A                                  | N/A                                  | Jenna                                |                                      |                                      |                                      |
| 11/12    | X-Eso                    | Perdedores               | N/A       | N/A                  |                                      | Amanda vs. Ashley M. vs. Nicole      | Amanda vs. Ashley M. vs. Nicole      | Amanda vs. Ashley M. vs. Nicole      | De adentro hacia afuera              |                                      | Ashley M.                            |                                      | Amanda                               |                                      |                                      |
| 11/12    | X-Eso                    | Perdedores               | N/A       | N/A                  | Nicole                               | Amanda vs. Ashley M. vs. Nicole      | Amanda vs. Ashley M. vs. Nicole      | Amanda vs. Ashley M. vs. Nicole      | De adentro hacia afuera              |                                      |                                      |                                      | Amanda                               |                                      |                                      |
| 11/12    | X-Eso                    | Perdedores               | N/A       | N/A                  |                                      | Cory vs. Nelson vs. Shane            | Cory vs. Nelson vs. Shane            | Cory vs. Nelson vs. Shane            | De adentro hacia afuera              |                                      | Nelson                               |                                      | Shane                                |                                      |                                      |
| 11/12    | X-Eso                    | Perdedores               | N/A       | N/A                  | Cory                                 | Cory vs. Nelson vs. Shane            | Cory vs. Nelson vs. Shane            | Cory vs. Nelson vs. Shane            | De adentro hacia afuera              |                                      |                                      |                                      | Shane                                |                                      |                                      |
| #        | Desafío                  | Equipo de la Fortaleza   | Ganadores | Ganadores            | Participantes de la Fortaleza        | Participantes de la Fortaleza        | Participantes de la Fortaleza        | Participantes de la Fortaleza        | Juego de la Fortaleza                | Ganador                              | Ganador                              | Perdedor                             | Perdedor                             |                                      |                                      |
| 12/13    | Derrumbado               | Campeones                |           | Perdedores           |                                      | Camila vs. Laurel                    | Camila vs. Laurel                    | Camila vs. Laurel                    | No tan rápido                        |                                      | Camila                               |                                      | Laurel                               |                                      |                                      |
| 12/13    | Derrumbado               | Campeones                |           | Perdedores           | CT vs. Darrell                       | CT vs. Darrell                       | CT vs. Darrell                       |                                      | No tan rápido                        | CT                                   |                                      | Darrell                              |                                      |                                      |                                      |
| 13/14/15 | Desafío Final            | N/A                      |           | CT                   | 2.º lugar: Nelson; 3er lugar: Cory   | 2.º lugar: Nelson; 3er lugar: Cory   | 2.º lugar: Nelson; 3er lugar: Cory   | 2.º lugar: Nelson; 3er lugar: Cory   | 2.º lugar: Nelson; 3er lugar: Cory   | 2.º lugar: Nelson; 3er lugar: Cory   | 2.º lugar: Nelson; 3er lugar: Cory   | 2.º lugar: Nelson; 3er lugar: Cory   | 2.º lugar: Nelson; 3er lugar: Cory   | 2.º lugar: Nelson; 3er lugar: Cory   | 2.º lugar: Nelson; 3er lugar: Cory   |
| 13/14/15 | Desafío Final            | N/A                      |           | Ashley M.            | 2.º lugar: Camila; 3er lugar: Nicole | 2.º lugar: Camila; 3er lugar: Nicole | 2.º lugar: Camila; 3er lugar: Nicole | 2.º lugar: Camila; 3er lugar: Nicole | 2.º lugar: Camila; 3er lugar: Nicole | 2.º lugar: Camila; 3er lugar: Nicole | 2.º lugar: Camila; 3er lugar: Nicole | 2.º lugar: Camila; 3er lugar: Nicole | 2.º lugar: Camila; 3er lugar: Nicole | 2.º lugar: Camila; 3er lugar: Nicole | 2.º lugar: Camila; 3er lugar: Nicole |

### Progreso del juego
| CT      | N/A | N/A    | N/A    | N/A    |  | SEGURO | SEGURO | SEGURO | GANA   | SEGURO | SEGURO | FORT   |  | GANADOR |  |  |
| Nelson  |     | SEGURO | SEGURO | ELIM   |  | SEGURO | SEGURO | FORT   | SEGURO | SEGURO | FORT   | SEGURO |  | SEGUNDO |  |  |
| Cory    |     | SEGURO | ELIM   | SEGURO |  | SEGURO | SEGURO | SEGURO | SEGURO | SEGURO | FORT   | SEGURO |  | TERCERO |  |  |
| Darrell | N/A | N/A    | N/A    | N/A    |  | SEGURO | FORT   | SEGURO | FORT   | SEGURO | SEGURO | ELIM   |  |         |  |  |
| Shane   |     | SEGURO | SEGURO | GANA   |  | FORT   | SEGURO | SEGURO | SEGURO | SEGURO | ELIM   |        |  |         |  |  |
| Hunter  |     | SEGURO | GANA   | SEGURO |  | SEGURO | SEGURO | GANA   | SEGURO | SEGURO | ELIM   |        |  |         |  |  |
| Bananas | N/A | N/A    | N/A    | N/A    |  | SEGURO | GANA   | SEGURO | ELIM   |        |        |        |  |         |  |  |
| Dario   |     | GANA   | SEGURO | SEGURO |  | GANA   | SEGURO | ELIM   |        |        |        |        |  |         |  |  |
| Zach    | N/A | N/A    | N/A    | N/A    |  | SEGURO | ELIM   |        |        |        |        |        |  |         |  |  |
| Tony    |     | ELIM   | SEGURO | SEGURO |  | ELIM   |        |        |        |        |        |        |  |         |  |  |
| Anthony |     | SEGURO | SEGURO | ELIM   |  |        |        |        |        |        |        |        |  |         |  |  |
| Theo    |     | SEGURO | DEJA   |        |  |        |        |        |        |        |        |        |  |         |  |  |
| Bruno   |     | ELIM   |        |        |  |        |        |        |        |        |        |        |  |         |  |  |

| Ashley M.  |     | SEGURA | GANA   | SEGURA |  | GANA   | SEGURA | SEGURA | SEGURA | SEGURA | FORT   | SEGURA |  | GANADORA |  |  |
| Camila     | N/A | N/A    | N/A    | N/A    |  | SEGURA | SEGURA | SEGURA | GANA   | SEGURA | SEGURA | FORT   |  | SEGUNDA  |  |  |
| Nicole     |     | GANA   | SEGURA | SEGURA |  | SEGURA | SEGURA | GANA   | SEGURA | SEGURA | FORT   | SEGURA |  | TERCERA  |  |  |
| Laurel     | N/A | N/A    | N/A    | N/A    |  | SEGURA | GANA   | SEGURA | FORT   | SEGURA | SEGURA | ELIM   |  |          |  |  |
| Amanda     |     | SEGURA | SEGURA | GANA   |  | SEGURA | SEGURA | SEGURA | SEGURA | SEGURA | ELI M  |        |  |          |  |  |
| Jenna      |     | SEGURA | ELIM   | SEGURA |  | SEGURA | SEGURA | FORT   | SEGURA | SEGURA | ELIM   |        |  |          |  |  |
| Cara Maria | N/A | N/A    | N/A    | N/A    |  | SEGURA | FORT   | SEGURA | ELIM   |        |        |        |  |          |  |  |
| Sylvia     |     | SEGURA | SEGURA | ELIM   |  | FORT   | SEGRA  | ELIM   |        |        |        |        |  |          |  |  |
| Ashley K.  | N/A | N/A    | N/A    | N/A    |  | SEGURA | ELIM   |        |        |        |        |        |  |          |  |  |
| Kailah     |     | ELIM   | SEGURA | SEGURA |  | ELIM   |        |        |        |        |        |        |  |          |  |  |
| LaToya     |     | SEGURA | SGURA  | ELIM   |  |        |        |        |        |        |        |        |  |          |  |  |
| Anika      |     | SEGURA | ELIM   |        |  |        |        |        |        |        |        |        |  |          |  |  |
| Marie      |     | ELIM   |        |        |  |        |        |        |        |        |        |        |  |          |  |  |

Leyenda
     El concursante ganó el desafío final.
     El concursante no ganó el desafío final.
     El concursante ganó el desafío y ganó la seguridad de la ronda de eliminación.
     El concursante ganó el desafío, pero estuvo sujeto a la ronda de eliminación.
     El concursante estaba exento de participar en la ronda de eliminación.
     El concursante no fue seleccionado para la ronda de eliminación.
     El concursante ganó en la ronda de eliminación.
     El concursante perdió en la ronda de eliminación y fue eliminado.
     El concursante quedó en último lugar en el desafío diario y fue eliminado.
     El concursante se retiró de la ronda de eliminación.

### Cuentas bancarias
Actualizadas después del episodio 12
| Campeones |
| --------- |
| $25,000   |

| Perdedores |
| ---------- |
| $85,000    |

### Proceso de votación
| Votado para la eliminación | Votado para la eliminación | Tony 5/8 votos   | Theo 1/1 voto  | Cory 7/7 votos  | Sin votación | Tony 1/1 voto   | Shane 3/5 votos  | Zach 1/1 voto       | Darrell 2/3 votos   | Nelson 1/1 votos | Dario 3/4 votos  | Sin votación | Sin votación | Sin votación | Sin votación |  |  |  |  |  |  |  |  |  |  |
| Votado para la eliminación | Votado para la eliminación | Kailah 7/8 votos | Jenna 1/1 voto | Anika 7/7 votos | Sin votación | Sylvia 1/1 voto | Kailah 3/5 votos | Cara Maria 1/1 voto | Ashley K. 2/3 votos | Jenna 1/1 votos  | Sylvia 4/4 votos | Sin votación | Sin votación | Sin votación | Sin votación |  |  |  |  |  |  |  |  |  |  |
|                            |                            |                  |                |                 |              |                 |                  |                     |                     |                  |                  |              |              |              |              |  |  |  |  |  |  |  |  |  |  |
| Jugadores                  | Jugadores                  | Episodios        | Episodios      | Episodios       | Episodios    | Episodios       | Episodios        | Episodios           | Episodios           | Episodios        | Episodios        | Episodios    | Episodios    | Episodios    | Episodios    |  |  |  |  |  |  |  |  |  |  |
| Jugadores                  | Jugadores                  | 1/2              | 3              | 3               | 4            | 5/6             | 5/6              | 7                   | 7                   | 8                | 8                | 9            | 10           | 11           | 12           |  |  |  |  |  |  |  |  |  |  |
|                            | Ashley M.                  | Tony             | Theo           |                 |              | Tony            |                  |                     |                     |                  | Dario            |              |              |              |              |  |  |  |  |  |  |  |  |  |  |
| CT                         | CT                         | N/A              | N/A            | N/A             | N/A          |                 |                  |                     | Camila              |                  |                  |              |              |              |              |  |  |  |  |  |  |  |  |  |  |
| Camila                     | Camila                     | N/A              | N/A            | N/A             | N/A          |                 |                  |                     | CT                  |                  |                  |              |              |              |              |  |  |  |  |  |  |  |  |  |  |
|                            | Nelson                     | Kailah           |                | Anika           |              |                 | Kailah           |                     |                     |                  | Sylvia           |              |              |              |              |  |  |  |  |  |  |  |  |  |  |
|                            | Cory                       | Kailah           |                | Anika           |              |                 | Ashley M.        |                     |                     |                  | Sylvia           |              |              |              |              |  |  |  |  |  |  |  |  |  |  |
|                            | Nicole                     | Theo             |                | Cory            |              |                 | Shane            |                     |                     | Nelson           |                  |              |              |              |              |  |  |  |  |  |  |  |  |  |  |
| Darrell                    | Darrell                    | N/A              | N/A            | N/A             | N/A          |                 |                  |                     | Ashley K.           |                  |                  |              |              |              |              |  |  |  |  |  |  |  |  |  |  |
| Laurel                     | Laurel                     | N/A              | N/A            | N/A             | N/A          |                 |                  | Zach                |                     |                  |                  |              |              |              |              |  |  |  |  |  |  |  |  |  |  |
|                            | Shane                      | Kailah           |                | Anika           |              |                 | Kailah           |                     |                     |                  | Sylvia           |              |              |              |              |  |  |  |  |  |  |  |  |  |  |
|                            | Amanda                     | Tony             |                | Cory            |              |                 | Cory             |                     |                     |                  | Dario            |              |              |              |              |  |  |  |  |  |  |  |  |  |  |
|                            | Jenna                      | Theo             |                | Cory            |              |                 | Shane            |                     |                     |                  | Shane            |              |              |              |              |  |  |  |  |  |  |  |  |  |  |
|                            | Hunter                     | Kailah           | Jenna          |                 |              |                 | Kailah           |                     |                     | Jenna            |                  |              |              |              |              |  |  |  |  |  |  |  |  |  |  |
| Cara Maria                 | Cara Maria                 | N/A              | N/A            | N/A             | N/A          |                 |                  |                     | Darrell             |                  |                  |              |              |              |              |  |  |  |  |  |  |  |  |  |  |
| Bananas                    | Bananas                    | N/A              | N/A            | N/A             | N/A          |                 |                  | Cara Maria          |                     |                  |                  |              |              |              |              |  |  |  |  |  |  |  |  |  |  |
|                            | Sylvia                     | Tony             |                | Cory            |              |                 | Cory             |                     |                     |                  | Dario            |              |              |              |              |  |  |  |  |  |  |  |  |  |  |
|                            | Dario                      | Kailah           |                | Anika           |              | Sylvia          |                  |                     |                     |                  | Sylvia           |              |              |              |              |  |  |  |  |  |  |  |  |  |  |
| Zach                       | Zach                       | N/A              | N/A            | N/A             | N/A          |                 |                  |                     | Ashley K.           |                  |                  |              |              |              |              |  |  |  |  |  |  |  |  |  |  |
| Ashley K.                  | Ashley K.                  | N/A              | N/A            | N/A             | N/A          |                 |                  |                     | Darrell             |                  |                  |              |              |              |              |  |  |  |  |  |  |  |  |  |  |
|                            | Tony                       | Sylvia           |                | Anika           |              |                 | Ashley M.        |                     |                     |                  |                  |              |              |              |              |  |  |  |  |  |  |  |  |  |  |
|                            | Kailah                     | Theo             |                | Cory            |              |                 | Shane            |                     |                     |                  |                  |              |              |              |              |  |  |  |  |  |  |  |  |  |  |
| Anthony                    | Anthony                    | Kailah           |                | Anika           |              |                 |                  |                     |                     |                  |                  |              |              |              |              |  |  |  |  |  |  |  |  |  |  |
| LaToya                     | LaToya                     | Tony             |                | Cory            |              |                 |                  |                     |                     |                  |                  |              |              |              |              |  |  |  |  |  |  |  |  |  |  |
| Anika                      | Anika                      | Tony             |                | Cory            |              |                 |                  |                     |                     |                  |                  |              |              |              |              |  |  |  |  |  |  |  |  |  |  |
| Theo                       | Theo                       | Kailah           |                | Anika           |              |                 |                  |                     |                     |                  |                  |              |              |              |              |  |  |  |  |  |  |  |  |  |  |
| Bruno                      |                            |                  |                |                 |              |                 |                  |                     |                     |                  |                  |              |              |              |              |  |  |  |  |  |  |  |  |  |  |
| Marie                      |                            |                  |                |                 |              |                 |                  |                     |                     |                  |                  |              |              |              |              |  |  |  |  |  |  |  |  |  |  |

## Equipos
|  | Nelson & Amanda    |
|  |                    |
|  | Theo & Anika       |
|  |                    |
|  | Hunter & Ashley M. |
|  |                    |
|  | Cory & Jenna       |
|  |                    |
|  | Shane & LaToya     |
|  |                    |
|  | Anthony & Sylvia   |
|  |                    |

|  | Nelson & Amanda     |
|  | Bananas & Laurel    |
|  | Shane & Sylvia      |
|  | CT & Cara Maria     |
|  | Hunter & Ashley M.  |
|  | Darrell & Ashley K. |
|  | Dario & Nicole      |
|  | Zach & Camila       |
|  | Cory & Jenna        |
|  | Bananas & Laurel    |

|  | Shane & Nicole     |
|  | Darrell & Laurel   |
|  | Nelson & Amanda    |
|  | Hunter & Ashley M. |
|  | CT & Camila        |
|  | Cory & Jenna       |

| Etapa 1 | Etapa 1            | Etapa 2 | Etapa 2         | Etapa 3 | Etapa 3          |
| ------- | ------------------ | ------- | --------------- | ------- | ---------------- |
|         | CT & Camila        |         | CT & Ashley M.  |         | CT & Nicole      |
|         | CT & Camila        |         | CT & Ashley M.  |         | CT & Nicole      |
|         | Cory & Nicole      |         | Cory & Camila   |         | Cory & Ashley M. |
|         | Cory & Nicole      |         | Cory & Camila   |         | Cory & Ashley M. |
|         | Nelson & Ashley M. |         | Nelson & Nicole |         | Nelson & Camila  |
|         | Nelson & Ashley M. |         | Nelson & Nicole |         | Nelson & Camila  |

## Episodios
| N.º (total) | N.º (temp.) | Título                          | Estreno Original      | Audiencia en Estados Unidos (en millones) |
| ----------- | ----------- | ------------------------------- | --------------------- | ----------------------------------------- |
| 357         | 1           | «Refugio Gimmie»                | 7 de febrero de 2017  | 0.69                                      |
| 358         | 2           | «Fractura esquelética»          | 7 de febrero de 2017  | 0.65                                      |
| 359         | 3           | «Refugio Helter»                | 14 de febrero de 2017 | 0.65                                      |
| 360         | 4           | «Cuatro entradas al paraíso»    | 21 de febrero de 2017 | 0.76                                      |
| 361         | 5           | «Underdog Eat Underdog World»   | 28 de febrero de 2017 | 0.78                                      |
| 362         | 6           | «El Club Mile-High»             | 7 de marzo de 2017    | 0.80                                      |
| 363         | 7           | «Doloroso quebrantado corazón»  | 14 de marzo de 2017   | 0.86                                      |
| 364         | 8           | «Unva vergüenza sucia Shane»    | 21 de marzo de 2017   | 0.81                                      |
| 365         | 9           | «Un oficial y una mujer gentil» | 28 de marzo de 2017   | 0.82                                      |
| 366         | 10          | «Ve por tu propio camino»       | 4 de abril de 2017    | 0.76                                      |
| 367         | 11          | «El baño de sangre»             | 11 de abril de 2017   | 0.78                                      |
| 368         | 12          | «Enjaulado»                     | 18 de abril de 2017   | 0.79                                      |
| 369         | 13          | «Un río de luz sin fin»         | 25 de abril de 2017   | 0.76                                      |
| 370         | 14          | «Matemáticas es difícil»        | 2 de mayo de 2017     | 0.78                                      |
| 371         | 15          | «Los verdaderos campeones»      | 9 de mayo de 2019     | 0.73                                      |

### Reunión Especial
El reencuentro especial se emitió el 16 de mayo de 2017, una semana después del final de la temporada, y fue presentado por el luchador profesional de la WWE, miembro del reparto de The Real World: Back to New York y el ex campeón de The Challenge Mike "The Miz" Mizanin. Los miembros del elenco que asistieron fueron Amanda, Ashley M., Camila, Cara Maria, Cory, Jenna, Johnny Bananas, Kailah, Shane, CT, Nicole, Laurel, Nelson, Hunter y Darrell. Tuvo 0,50 millones de espectadores en su primera emisión.